# Cratere Bianchini (Luna)
Bianchini è un cratere lunare di 37,59 km situato nella parte nord-occidentale della faccia visibile della Luna.
Il cratere è dedicato all'astronomo italiano Francesco Bianchini.

## Crateri correlati
Alcuni crateri minori situati in prossimità di Bianchini sono convenzionalmente identificati, sulle mappe lunari, attraverso una lettera associata al nome.
| Bianchini | Coordinate            | Diametro (in km) |
| --------- | --------------------- | ---------------- |
| D         | 47°33′N 35°42′W       | 7,06             |
| G         | 46°42′00″N 32°47′24″W | 3,91             |
| H         | 48°04′48″N 32°51′36″W | 6,17             |
| M         | 48°22′12″N 30°40′12″W | 4,24             |
| N         | 48°33′00″N 31°04′12″W | 4,97             |
| W         | 48°33′00″N 33°48′36″W | 8,34             |